# Love Never Dies (musical)
Love Never Dies (L'amore non muore mai) è un musical del 2010 di Andrew Lloyd Webber con testi di Glenn Slater e Charles Hart e libretto di Andrew Lloyd Webber, Glenn Slater e Ben Elton.
Il musical, che ha debuttato al teatro Adelphi di Londra il 9 marzo 2010, è il seguito del famosissimo musical di Lloyd Webber The Phantom of the Opera.
La trama di questa produzione riprende in parte quella di Il fantasma di Manhattan, scritto da Frederick Forsyth nel 1999, concepito come un seguito sia del musical originale che del romanzo di Gaston Leroux da cui è tratto.
La produzione originale comprende Ramin Karimloo nel ruolo del Fantasma (già ricoperto nel prequel nella stagione 2008-2009) e Sierra Boggess (poi sostituita da Celia Graham) come Christine Daaé.
Benché Lloyd Webber avesse iniziato a lavorare sulla storia già nel 1990 - con Forsyth prima e ad altri scrittori poi - il progetto pareva difficilmente trasformabile in un musical. Nel 2007, Lloyd Webber torna a collaborare con Ben Elton (che aveva scritto il libretto di un'altra opera di Lloyd Webber "The Beautiful Game"), che si discosta dalla storia di Forsyth per concentrarsi di più sui personaggi della storia precedente.
In merito alla storia, Lloyd webber ha affermato che Love Never Dies è chiaramente un sequel di Phantom of the Opera, ma anche un copione autonomo in quanto i personaggi sono gli stessi ma la storia è a sé stante. Il titolo originale doveva essere Phantom: Once upon Another Time, poi modificato in Love Never Dies. Il cast definitivo fu annunciato nel 2009.
Nei piani originali, Love Never Dies doveva debuttare contemporaneamente a Londra (ottobre 2009), New York (novembre 2009) e Shanghai (febbraio 2010). Successivamente, Lloyd Webber decise di iniziare il tour americano a Toronto invece che a Broadway e di aggiungere una tappa in Australia alla fine del tour asiatico. La messa in scena slittò a Marzo 2010, sia perché il gatto di Lloyd Webber riuscì a cancellare tutte le partiture dal piano digitale dell'autore - obbligandolo a ripartire daccapo - sia perché lavorare con tre cast contemporaneamente si rivelò un'impresa decisamente ardua. Nell'ottobre 2009, la produzione a Shanghai fu definitivamente cancellata, lasciando in piedi solo la produzione Australiana.
La produzione a Broadway annunciata per novembre 2010, fu prima rinviata alla primavera 2011 ed infine annullata. Stesso destino ebbero le produzioni Canadese ed Australiana. Ad oggi, Love Never Dies non ha ancora debuttato a Broadway.

## Produzioni

### Produzione originale di Londra
La prima anteprima di “Love Never Dies” è stato posticipata dal 20 febbraio al 22 febbraio 2010 a causa di problemi tecnici e di un'indisposizione di Sierra Boggess. La prima ufficiale è avvenuta il 9 marzo 2010, ed è stata diretta dal regista Jack O'Brien, con le coreografie di Jerry Mitchell e le scene ed i costumi di Bob Crowley. Il cast comprendeva Ramin Karimloo (Phantom), Sierra Boggess (Christine), Joseph Millson (Raoul), Liz Robertson (Madame Giry), Summer Strallen (Meg) e Niamh Perry (Fleck). “Love Never Dies” è stato il primo sequel di un musical a debuttare nel West End.
Il musical è costato 9 milioni di dollari, sforando il preventivo di 6 milioni. Nell'aprile 2010 Lloyd Webber è stato multato per 20.000 sterline per danni di Grade II all'Adelphi Theatre per averlo fatto ridipingere di nero per la promozione del musical.
Una produzione a Broadway del musical avrebbe dovuto debuttare nella primavera 2011, ma inizialmente rinviata a causa del tumore alla prostata di Lloyd Webber, è stata poi annullata a causa delle scarse recensioni.
A causa delle recensioni negative, nel novembre 2010 lo spettacolo fu chiuso per quattro giorni per apportare alcune modifiche alla trama (al finale), alle musiche ed al libretto per cui fu chiamato Charles Hart, già librettista in The Phantom of the Opera. Lo spettacolo riaprì con regia di Bill Kenwright e coreografie di Bob Crowley. In seguito alle modifiche apportate, Lloyd Webber invitò i critici a recensire nuovamente lo spettacolo per dare un nuovo parere sul musical. Le recensioni furono migliori, ma le vendite ai botteghini non migliorarono di molto ed il musical chiuse definitivamente il 27 agosto 2011.

### Produzione australiana
Il 12 ottobre 2010 Lloyd Webber annunciò in conferenza stampa il debutto della produzione australiana per il 21 maggio 2011 a Melbourne, con regia e scenografia interamente rivisitate a cura di un creative-team del tutto australiano. Il regista Simon Phillips dichiarò: "Love Never Dies non è una continuazione della storia originale di Leroux, in quanto nella storia originale il fantasma muore. Inoltre, il punto focale della trama di Love Never Dies è che il Fantasma e Christine hanno fatto sesso; se il pubblico non lo accetta è impossibile che lo show avrà successo".
Nel luglio 2011 Andrew Lloyd Webber annunciò al New York Times che, nonostante le ottime recensioni del musical a Melbourne, "Love Never Dies" non sarebbe stato portato in scena anche a Broadway. Lo spettacolo, registrato al Regent Theatre di Melbourne il 15 settembre 2011, fu distribuito in DVD e Blu-ray e proiettato in alcune sale, anche negli Stati Uniti. Il cast originale australiano comprendeva Ben Lewis (Phantom), Anna O’Byrne (Christine) e Maria Mercedes (Madame Giry).
La produzione di Melbourne del musical ha chiuso il 18 dicembre 2011 per trasferirsi al Capitol Theatre di Sydney nel gennaio 2012.
Le anteprime sono cominciate l'8 gennaio 2012, con debutto ufficiale il 12 gennaio. Lo spettacolo è restato in scena al Capitol Theatre fino al 1 aprile 2012 con alterne fortune al botteghino.

### Produzione danese
Il Det Ny Theater di Copenaghen ha ospitato la prima produzione danese di Love Never Dies a partire dal 24 ottobre 2012 con cast danese e testo tradotto da Karen Hoffmann e coreografia di Hayley Franks Høier. La produzione ha chiuso il 21 aprile 2013.

### Produzioni successive
Vienna, October 2013, Raimund Theater. Versione per opera interamente in tedesco.
Tokyo, March 2014, Nissay Theatre. Il musical fu portato in scena con cast giapponese, mantenendo però la regia e le coreografie della produzione australiana. Masachika Ichimura (primo giapponese ad interpretare il ruolo del fantasma nella produzione originale) e Takeshi Kaga furono scritturati per il ruolo del Fantasma, mentre la parte di Christine fu affidata a Megumi Hamada e Ayaka Hirahara. Una seconda breve produzione a Gennaio 2019 vide Masachika Ichimura e Kanji Ishimaru nel ruolo del Fantasma, Megumi Hamada e Ayaka Hirahara nel ruolo di Christine, Mario Tashiro e Ryunosuke Onoda nel ruolo di Raoul.
Amburgo, 2015-2016, Operettenhaus. Lo spettacolo, basato sulla produzione Australiana e tradotto in tedesco, debuttò in autunno 2015 ma chiuse pochi mesi dopo a causa degli scarsi incassi.
USA tour nazionale, 2017-2018. Lo spettacolo, che riprese la produzione tedesca, debuttò allo Stanley Theatre di New York il 22 Settembre 2017 e chiuse il 2 Dicembre 2018 alla Bass Performance Hall di Austin. Il cast prevedeva Gardar Thor Cortes / Bronson Norris Murphy / Michael Gillis nel ruolo del Fantasma, Meghan Picerno / Rachel Anne Moore nel ruolo di Christine Daaé, Karen Mason per la parte di Madame Giry, Sean Thompson nelle vesti di Raoul, Mary Michael Patterson nel ruolo di Meg Giry, Katrina Kemp nei panni di Fleck, Richard Koons in quelli di Squelch, Stephen Petrovich nel ruolo di Gangle; il ruolo di Gustave è interpretato da Casey Lyons e Jake Miller.
World Tour, 2020-2021. Nel Gennaio 2020 la produzione australiana ha annunciato un tour mondiale con le seguenti tappe: Leicester (26 Settembre - 10 Ottobre 2020), Manchester Opera House (14 - 24 Ottobre), Toronto Ed Mirvish Theatre (1 Dicembre - 31 Gennaio 2021). Un recente video di Andrew Lloyd Webber ha tuttavia ipotizzato uno slittamento del tour dovuto alle misure di contenimento della pandemia di COVID-19 che prevede la chiusura dei teatri fino a Gennaio 2021.
La versione disponibile in DVD è stata resa fruibile gratuitamente a tutti sul canale Youtube di Lloyd Webber "The Shows Must Go On!" per un weekend durante il lockdown.
Londra, 21-22 Agosto 2023, Teatro Drury Lane. Versione in concerto con Norm Lewis nel ruolo del Fantasma e Celinde Schoenmaker nel ruolo di Christine.

## Trama
Quella che segue è la trama della seconda versione.

### Prologo
Mentre in Phantom il prologo vede Raoul partecipare all'asta dei cimeli del teatro e del lampadario fatto precipitare dal fantasma, in Love Never Dies il sipario si apre con Madame Giry che dialoga nottetempo con il fantasma di Fleck circa i bei tempi andati del parco di divertimenti Phantasma a Coney Island ("Prologue"). Quando Fleck accusa Madame Giry ("The Coney Island Waltz / That's the Place That You Ruined, You Fool!"), il pubblico è riportato nel passato e vede il parco divertimenti nel suo pieno splendore.
La storia è ambientata nel 1907, circa dieci anni dopo la fine della storia di Phantom of the Opera all'Opéra Garnier. Il Fantasma, ricchissimo creatore e proprietario del Luna park Phantasma ("Heaven by the Sea"), conduce una vita alla luce del sole e si fa chiamare Mr. Y, ma si tortura ancora pensando all'amata Christine, agognando di sentirla ancora cantare ("Til I Hear You Sing / Fino a che ti sentirò cantare ancora").
Christine Daaé, diventata nel frattempo un famosissimo soprano in Europa, è invitata da Oscar Hammerstein I per il suo debutto americano.

### Primo Atto
A Coney Island Madame Giry e i performer di Phantasma presentano le meraviglie di Coney Island ("The Coney Island Waltz/Il valzer di Coney Island").
Meg Giry, la miglior amica di Christine Daaé ai tempi dell'Opera Garnier, è la prima ballerina del Lunapark, sotto la guida della madre. Meg e le altre ballerine deliziano il pubblico maschile con i loro numeri di burlesque (“Only for him / Only for you - Solo per lui / Solo per voi”). Al termine dello spettacolo, Madame Giry informa Meg di averle organizzato un incontro con un importante uomo d'affari, facendo intuire che Meg si prosituisca nell'intento di garantire ricchezza ed ulteriore prestigio al parco divertimenti.
Nella torre che domina il parco, il Fantasma contempla il manichino di Christine ("The Aerie"), sognando di rivederla ("Til I Hear You Sing"). Meg e Madame Giry - ansiose di ricevere approvazione per il loro operato - vengono allontanate con fastidio e le due donne sono irritate per il suo comportamento. Madame Giry narra come sono riuscite a far scappare il Fantasma da Parigi, imbarcandolo su una nave per l'America da Calais. Per tutta risposta, il Fantasma convoca i tre fenomeni da baraccone del parco (Miss Fleck, Dr. Gangle e Mr. Squelch) e affida loro una lettera per Christine, invitandola ad esibirsi nel parco divertimenti ("Giry confronts The Phantom / Til' I Hear You Sing (Reprise)").
Tre mesi dopo Christine Daaé, il marito Raoul de Chagny ed il figlio di dieci anni Gustave arrivano a New York e vengono accolti da una folla di giornalisti, paparazzi e curiosi ("Christine Disembarks"). I controscena degli astanti suggeriscono che Christine non si esibisce da parecchio tempo e che il Conte abbia dilapidato gran parte del suo patrimonio bevendo e giocando d'azzardo. Vengono loro incontro Fleck, Squelch e Gangle, freak del circo, per accogliere il trio dei nuovi arrivati su una splendida carrozza semovente di cristalli neri per portarli a Coney Island (“Are you ready to begin?/Siete pronti per iniziare?”).
Raoul è infuriato per l'accoglienza ("What a Dreadful Town!...") e rifiuta di giocare con il figlio, decidendo di uscire ed andare ad ubriacarsi. Appena esce, Christine raccomanda al figlio di “guardare con il cuore”, per capire che Raoul lo ama, nonostante le apparenze ("Look With Your Heart").
Gustave, rincuorato, va a letto, ed il Fantasma appare improvvisamente da una finestra. Christine è sconcertata: credeva che il suo antico mentore fosse morto e non aveva la minima idea che dietro l'invito a Coney Island ci fosse lui. Presi da rabbia reciproca, i due ricordano con dolore la loro unica notte d'amore, avvenuta alla vigilia del matrimonio di Christine con Raoul (“Beneath a Moonless Sky/Sotto un cielo senza luna”), in seguito alla quale non si erano mai più visti.
I ricordi però fanno anche scaturire una certa tenerezza nei due, che subito dopo immaginano come sarebbe stata la loro vita se le cose fossero andate in maniera diversa ("Once upon another time/Una volta in un altro tempo"): Christine rivela che quella notte aveva deciso di abbandonare Raoul ma, al suo risveglio alla mattina, si era trovata sola; il Fantasma le confessa che era scappato per la paura di essere rifiutato ancora una volta che lei avesse visto la sua faccia alla luce del sole. Mentre Christine chiude ad ogni possibile ripresa della loro storia, improvvisamente irrompe nella stanza Gustave, svegliatosi da un brutto sogno, ed incontra il Fantasma per la prima volta ("Mother Please, I'm Scared/Madre, per favore, ho paura!").
Per rassicurare il ragazzo, il Fantasma - presentandosi come Mr. Y, proprietario di Phantasma - promette al ragazzo di portarlo in giro per il Lunapark il giorno successivo.
Infine, quando Gustave torna a letto, il Fantasma impone a Christine un ultimatum: o canterà per lui una sola e ultima volta o tornerà a Parigi senza il figlio. Christine accetta, ma nel leggere la partitura del brano impostole dal Fantasma capisce che in realtà esso è una dichiarazione d'amore.
Durante le prove a Phantasma, Meg e Christine si incontrano. Meg rimane sorpresa ed ingelosita nello scoprire che Christine canterà dopo il suo spettacolo. Intanto Raoul incontra Madame Giry, che gli svela che Christine è venuta a Coney Island per cantare per il Fantasma ("Dear Old Friend / Caro vecchio amico").
Fleck, Squelch e Gangle, intanto, portano Gustave al “Nido d'Aquila”, l'ufficio e laboratorio in cui il Fantasma inventa le strampalate e grottesche creazioni per il Lunapark. Nello studio, il bambino suona un'aria al piano, facendo nascere nel Fantasma il sospetto di essere il padre di Gustave ("Beautiful / Bellissimo").
Pensando di aver molto in comune con il bambino, il Fantasma lo porta in un tour tra i mille "scherzi della natura" di Coney Island. Vedendo che Gustave non ne è spaventato, il Fantasma si toglie la maschera davanti a lui per mostrargli il suo volto orribilmente sfigurato ("The Beauty Underneath / La bellezza al di sotto"), ma il piccolo, terrorizzato, scappa via urlando.
La madre accorre per confortarlo e, quando il bambino esce dal “Nido d'Aquila”, il Fantasma affronta Christine ("The Phantom Confronts Christine / Il fantasma affronta Christine"). Messa alle strette, Christine confessa che Gustave è figlio del Fantasma: la donna aveva scoperto di essere incinta poco dopo il loro unico incontro ed aveva sposato Raoul per evitare lo scandalo, facendo credere a tutti (al visconte in primis) che si trattasse di suo figlio.
Il Fantasma, pensando al bene del bambino, fa promettere a Christine di non rivelare mai la verità a Gustave. Infine, revoca l'ultimatum alla sua amata e le consente di tornare a casa in tranquillità, dopo aver addirittura proclamato Gustave come suo unico e legittimo erede. Christine, commossa, gli promette che in cambio canterà per lui un'ultima volta il brano da lui composto.
Madame Giry, nascosta nel laboratorio, sente ogni parola e, temendo di perdere l'eredità e di aver sprecato il lavoro di dieci anni, giura che non si farà mai sorpassare da un “bastardo”.

### Secondo atto
In un sudicio bar, Raoul medita sulla sua vita e sul suo rapporto con Christine ("Why Does She Love Me? / Perché mi ama?"). Meg entra nel bar, chiamato “Suicide Hall”, e prega Raoul di lasciare Coney Island quella notte stessa; il visconte rifiuta, affermando di aver bisogno dei soldi del contratto di Christine e di non aver paura del Fantasma. Meg, abbattuta, lascia il locale. In quel momento il barista si volta da dietro il bancone e Raoul si accorge che si tratta dello stesso Fantasma. I due fanno una scommessa: qualora Christine non cantasse l'aria del Fantasma, Raoul potrà lasciare il Paese con la moglie ed il figlio e il Fantasma pagherà tutti i loro debiti; in caso contrario il visconte dovrà lasciare Coney Island da solo. Il Fantasma lascia Raoul, non prima di avergli fatto nascere un dubbio sulla paternità di Gustave ("Devil Take the Hindmost / Il Diavolo si prenda il perdente").
Fleck, Gangle e Squelch passano tutto il giorno pubblicizzando l'evento del concerto di Christine al Phantasma ("Heaven By The Sea (Reprise)") ("Invitation to the Concert / Invito al concerto"). Quella notte Meg si esibisce in uno spogliarello integrale (“Bathing Beauty / Bellezza al bagno”), per poi rimanere delusa dal fatto che il Fantasma non fosse presente e lamentandosi di questo con la madre ("Mother, Did You Watch? / Madre, hai guardato?").
Prima dello spettacolo Gustave esplora le quinte del teatro, mentre Raoul supplica Christine di lasciare Phantasma se lo ama ancora. Quando il visconte, sconfitto, lascia il camerino, appare il Fantasma per ribadire che Christine canterà per lui, facendo ricordare al soprano la scelta che aveva già dovuto compiere nel covo del Fantasma dieci anni prima, lasciando la donna in preda a mille ansie e dubbi ("Before the Performance").
Intanto Madame Giry, Raoul ed il Fantasma esprimono i propri dubbi, chiedendosi se Christine canterà o meno ("Devil Take The Hindmost / Il Diavolo si porti via il perdente" (reprise)).
Christine dopo molte esitazioni canta l'aria del Fantasma (“Love Never Dies / L'amore non muore mai”), ammaliando la folla e sia Raoul che il Fantasma la guardano cantare. Finita la performance Raoul sparisce, lasciando Christine agli applausi del pubblico e scrivendole una lettera d'addio.
Quando Christine torna nel camerino trova la lettera d'addio di Raoul ("Ah Christine"); quando appare il Fantasma, il soprano si rende conto che il suo vero amore è sempre stato lui e i due si scambiano un bacio appassionato. Tuttavia Gustave è sparito ("Gustave, Gustave"). Il Fantasma sospetta prima di Raoul, poi di Madame Giry, ma la donna rigetta le accuse affermando di non poter compiere un gesto così infimo, sapendo cosa significa “perdere un figlio”.
Arriva Fleck tutta trafelata, spiegando che Meg è sparita misteriosamente con Gustave. Madame Giry sospetta di sapere dove Meg abbia portato il bambino.Su un molo desolato, Meg si prepara ad affogare Gustave nell'oceano ("Please Miss Giry, I Want To Go Back / Per favore, signorina Giry, voglio tornare indietro"), quando irrompono il Fantasma, Christine e Madame Giry. Meg li tiene lontano, minacciandoli con una pistola, rinfacciando al Fantasma di non essere mai stato interessato a lei e di essersi prostituita con uomini importanti e ricchi soltanto per ottenere i finanziamenti per Phantasma. Il Fantasma si dichiara dispiaciuto ma, nominando accidentalmente Christine, fa innervosire Meg ancora di più. Nel tentativo estremo di disarmarla, Meg accidentalmente spara a Christine che, ferita a morte, cade a terra. Il soprano rivela a Gustave che il Fantasma è il suo vero padre prima di morire serenamente tra le braccia dell'amato dopo un ultimo straziante bacio.
Il ragazzino, dapprima sopraffatto dalla notizia, riesce a guardare il Fantasma con gli occhi del cuore e a riconoscere in lui il vero amore di sua madre.
Nella versione australiana il finale è leggermente diverso: dopo lo sparo Madame Giry e Meg corrono a cercare aiuto, mentre Gustave fugge nel momento in cui Christine gli rivela che il fantasma è il suo vero padre. La scena della morte di Christine vede quindi solo lei ed il fantasma in scena. Gustave torna con Raoul. Il fantasma consegna il corpo di Christine a Raoul e a Gustave, poi si allontana per piangere da solo. Gustave si avvicina lentamente al Fantasma, lo abbraccia, gli toglie gentilmente la maschera e lo accarezza per fargli capire che non ha più paura di lui.

## Personaggi
- Erik, il Fantasma: Alla fine della storia originale, il Fantasma riesce a scappare da Parigi grazie all'aiuto di Meg Giry e sua madre, che lo seguono in America. Qui Erik crea un parco a Coney Island, chiamato Phantasma, dove si esibiscono stravaganti freaks e ballerine lascive. Nonostante il tempo trascorso, è ancora ossessionato dall'amore per Christine.
- Christine Daaé: l'amata del protagonista si è affermata come soprano e si è sposata con Raoul de Chagny, diventando in seguito mamma del piccolo Gustave, che in realtà è figlio del Fantasma. Nonostante le reticenze di suo marito, lei lo ama, ma scoprirà suo malgrado di provare ancora un profondo sentimento per il Fantasma.
- Raoul de Chagny: il visconte è profondamente cambiato dalla prima avventura col Fantasma. Probabilmente consapevole di non essere il vero padre di Gustave, è diventato cupo e rabbioso, sperperando il suo patrimonio al tavolo da gioco. In realtà ama ancora profondamente Christine.
- Meg Giry: da prima ballerina all'Opèra di Parigi, Meg è diventata una spogliarellista di Coney Island, alla costante ricerca del favore del Fantasma. Quando Christine tornerà da lui, l'invidia di Meg nei suoi confronti esploderà.
- Madame Giry: fredda e calcolatrice, la madre di Meg spera di essere ricompensata dal Fantasma ricevendo il suo favore e la sua eredità. Quando scoprirà che Gustave è suo figlio ne proverà rancore.
- Gustave: cresciuto da Raoul, è in realtà figlio di Christine e del Fantasma. Da quest'ultimo ha ereditato la passione per la musica e per i trucchi tecnologici, oltre ad una spiccata curiosità e un grande coraggio.
- Fleck, Squelch e Gangle: sono i tre galoppini del Fantasma, rispettivamente un'acrobata, un uomo coperto di tatuaggi e un imbonitore. Nella produzione australiana sono invece una nana, un uomo fortissimo e un clown.

## Numeri Musicali

### Il Concept album
Atto Primo
- Prologue - Madame Giry, Fleck
- The Coney Island Waltz - The Orchestra
- "That's The Place That You Ruined, You Fool!" - Madame Giry, Fleck
- Heaven By The Sea - Ensemble
- Only For Him/Only For You - Meg Giry, Madame Giry, Ensemble
- The Aerie - The Orchestra
- Til I Hear You Sing - The Phantom
- Giry Confronts The Phantom/ 'Til I Hear You Sing (Reprise) - Meg, Madame Giry, The Phantom
- Christine Disembarks - Raoul, Gustave, Ensemble
- Arrival Of The Trio - "Are You Ready To Begin?" - Fleck, Gangle, Squelch, Raoul, Gustave, Ensemble
- "What A Dreadful Town!" - Christine Daaé, Raoul, Gustave
- Look With Your Heart - Christine, Gustave
- Beneath A Moonless Sky - Christine, The Phantom
- Once Upon Another Time - Christine, The Phantom
- "Mother Please, I'm Scared!" - Gustave, Christine, The Phantom
- Dear Old Friend - Meg, Madame Giry, Christine, Raoul, Gustave, Ensemble
- Beautiful - Gustave, Fleck, Gangle, Squelch, The Phantom
- The Beauty Underneath - The Phantom, Gustave
- The Phantom Confronts Christine - The Phantom, Christine, Madame Giry

Atto Secondo
- Entr'acte - The Orchestra
- Why Does She Love Me? - Raoul, Meg, Ensemble
- Devil Take The Hindmost - Raoul, The Phantom
- Heaven By The Sea (Reprise) - Ensemble
- "Ladies... Gents!"/The Coney Island Waltz (Reprise) - Fleck, Gangle, Squelch, Ensemble
- Bathing Beauty - Meg, Fleck, Gangle, Squelch, Ensemble
- "Mother, Did You Watch?" - Meg, Madame Giry
- Before The Performance - Christine, Raoul, Gustave, The Phantom
- Devil Take The Hindmost (Quartet) - Gustave, Raoul, The Phantom, Madame Giry, Meg, Ensemble
- Love Never Dies - Christine
- "Ah Christine!" - The Phantom, Christine, Raoul
- "Gustave! Gustave!" - Christine, The Phantom, Madame Giry, Fleck, Squelch
- "Please Miss Giry, I Want To Go Back" - Meg, Christine, The Phantom, Madame Giry, Gustave

### Londra
La produzione londinese originale ha cominciato le repliche con tutte le canzoni del CD originale, per poi eliminare quelle inutili all'economia del racconto. Lo spettacolo ha avuto una nuova revisione nel novembre del 2010, che ha portato alcune modifiche nella partitura e nell'ordine delle canzoni, abbreviando lo show di circa 15 minuti.
Act 1
- Til I Hear You Sing - The Phantom
- The Coney Island Waltz - The Orchestra
- Only For You - Meg Giry, Madame Giry, Ensemble
- Are You Ready To Begin? - Fleck, Gangle, Squelch, Raoul, Gustave, Ensemble
- What A Dreadful Town! - Raoul, Christine, Gustave
- Look With Your Heart - Christine, Gustave
- Beneath A Moonless Sky - Christine, The Phantom
- Once Upon Another Time - Christine, The Phantom
- Mother Please, I'm Scared! - The Phantom, Gustave, Christine
- Dear Old Friend - Meg, Madame Giry, Christine, Raoul, Gustave, Ensemble
- Beautiful - Gustave, Fleck, Gangle, Squelch, The Phantom
- The Beauty Underneath - The Phantom, Gustave
- Phantom Confronts Christine - The Phantom, Christine, Madame Giry

Act 2
- Entr'acte - The Orchestra
- Why Does She Love Me? - Raoul, Meg, Ensemble
- Devil Take The Hindmost - Raoul, The Phantom
- Invitation To The Concert- Fleck, Gangle, Squelch, Ensemble
- Bathing Beauty - Meg, Fleck, Gangle, Squelch, Ensemble
- Before The Performance - Christine, Raoul, Gustave, The Phantom
- Devil Take The Hindmost (Quartet) - Gustave, Raoul, The Phantom, Madame Giry, Meg, Ensemble
- Love Never Dies - Christine
- Ah, Christine! - The Phantom & Christine
- Gustave! Gustave! - Christine, The Phantom, Madame Giry, Fleck, Gangle, Squelch,
- Please Miss Giry, I Want To Go Back - Gustave & Meg
- Finale - The Phantom & Christine
- Playout - Orchestra

### Melbourne/Sydney
La prima produzione australiana del musical ha aperto con una colonna sonora più simile a quella della seconda versione londinese, seppur con qualche differenza:
Primo atto
- "Til I Hear You Sing" (con "The Aerie") – Phantom
- "The Coney Island Waltz" – Squelch, Fleck, Gangle & Ensemble
- "Only for You" – Meg Giry, Ensemble
- "Ten Long Years" (Duetto) – Meg e Madame Giry
- "Christine Disembarks" – Raoul, Gustave e compagnia
- "Are You Ready to Begin?" – Fleck, Gangle, Squelch, Raoul, Gustave e compagnia
- "What a Dreadful Town!" – Raoul, Christine e Gustave
- "Look with Your Heart" – Christine e Gustave
- "Beneath a Moonless Sky" – Christine e Phantom
- "Once Upon Another Time" – Christine e Phantom
- "Mother Please, I'm Scared!" – Phantom, Gustave e Christine
- "Ten Long Years of Yearning" – Phantom e Christine
- "Dear Old Friend" – Meg, Madame Giry, Christine, Raoul, Gustave e cpmpagnia
- "Beautiful" – Gustave, Fleck, Gangle, Squelch e Phantom
- "The Beauty Underneath" – Phantom e Gustave
- "Phantom Confronts Christine" – Phantom, Christine e Madame Giry

Secondo atto
- Entr'acte – Orchestra
- "Why Does She Love Me?" – Raoul, Meg e compagnia
- "Devil Take the Hindmost" – Raoul e Phantom
- "Invitation to the Concert" – Fleck, Gangle, Squelch e compagnia
- "Bathing Beauty" – Meg, Fleck, Gangle, Squelch e compagnia
- "Before the Performance" – Christine, Raoul, Gustave e Phantom
- "Devil Take the Hindmost" (Reprise) – Gustave, Raoul, The Phantom, Madame Giry e Meg
- "Love Never Dies" – Christine
- "Ah, Christine!" – Phantom e Christine
- "Gustave! Gustave!" – Christine, Phantom, Madame Giry, Fleck, Gangle e Squelch
- "Please Miss Giry, I Want to Go Back" – Gustave e Meg
- Finale – The Phantom e Christine
- "Love Never Dies" (Reprise) - Phantom
- Playout – Orchestra

## La scelta del compositore
Andrew Lloyd Webber ha scelto di non riutilizzare per il sequel i temi principali del musical "The Phantom of the Opera", usando infatti solo qualche breve "citazione" dai temi del prequel (prevalentemente "Prima Donna" e "Angel Of Music"). In un solo frangente viene utilizzata una brevissima porzione di Twisted Every Way, brano del musical originale, comprendente testo e musica identici a quelli del prequel
Tutte le canzoni dello spettacolo sono pertanto composte appositamente per esso, con la sola eccezione della canzone che dà il titolo al musical. "Love Never Dies" fu presentata al "Bank Show Award" il 22 gennaio 2010 da Andrew Lloyd Webber e Sierra Boggess ed è la stessa melodia di "The Heart Is Slow To Learn" (Il cuore è lento ad imparare), cantata da Kiri Te Kanawa in occasione del concerto per il cinquantesimo compleanno di Lloyd Webber alla Royal Albert Hall nel 1998. La canzone era già stata inserita in un altro musical di Lloyd Webber, "The beautiful Game" del 2000, con il titolo "Our Kind Of Love" e successivamente è stata cantata anche da Elaine Paige.
Altri brani del musical erano già stati utilizzati in forma strumentale per altri lavori di Webber: è ad esempio il caso di Beneath a moonless sky, utilizzata come sottofondo musicale per una scena del film tratto da Il Fantasma dell'Opera.

## Incisioni

### Singoli
La prima canzone del musical resa nota al pubblico è stata “Coney Island Waltz” nel sito ufficiale del musical, come colonna sonora del trailer di “Love Never Dies” nel settembre 2009 .
Questo trailer combinava scene de “The Phantom of the Opera” con il cast del 2009 (che comprendeva Gina Beck, Ramin Karimloo e Simon Bailey), con un filmato in bianco e nero che mostrava la Coney Island agli inizi del secolo scorso, preso dagli archivi ufficiali del Luna Park.
Tuttavia fu “'Til I hear you sing” il primo singolo ad essere cantato in pubblico da Ramin Karimloo, messo in rete sul sito del “The Mail on Sunday” l'8 ottobre 2009 e, successivamente, il 22 febbraio 2010.
Il numero è una ballata romantica che esprime tutto il dolore del protagonista, separato dalla donna che ama.
La canzone “Love Never Dies” fu cantata da Sierra Boggess accompagnata al piano dallo stesso Lloyd Webber il 26 gennaio 2010 al “The South Bank Show Award”.
La canzone è stata resa ancora più celebre dall'interpretazione della cantante gallese Katherine Jenkins, che l'ha eseguita più volte dalla fine del 2009, incidendola anche in un suo album .

### Principali edizioni discografiche
Il concept album originale è stato pubblicato nel marzo 2010. Ha avuto subito un certo successo, guadagnando il decimo posto negli album più venduti della settimana in Gran Bretagna, il primo in Grecia, l'ottavo in Nuova Zelanda e al quindicesimo in Danimarca.
I seguenti titoli sono quelli apparsi nel CD originale del musical.
Il cast del concept album differiva leggermente da quello del debutto londinese.
Infatti, il ruolo di Raoul è stato inciso da John Barrowman, per poi essere sostituito nel musical da Joseph Millson.
Allo stesso modo, nel concept album la parte di Madame Giry è stata incisa da Sally Dexter, poi stata sostituita da Liz Robertson. Il concept album fu terminato nel settembre 2009, e messo in vendita dal 10 marzo 2010, il giorno dopo la prima. Le tracce già rese note al pubblico ("Till I hear you sing" e "The Conney Island Waltz")
sono state disponibili su Amazon.co.uk. già dall'8 febbraio 2010
Le principali produzioni discografiche del musical finora messe in vendita sono:
- Love Never Dies - Deluxe Edition, uscito il 10 marzo 2010, comprende le diciannove tracce più un video DVD bonus. Il cast è quello originale di Londra, con Ramin Karimloo, Sierra Boggess e Joseph Millson.
- Love Never Dies - Standard CD, comprende le trentuno tracce del musical incise dal cast originale di Londra. Questo CD è molto simile al primo, ma è privo del DVD bonus.[25]
- Love Never Dies - Original London Cast, uscito il 10 marzo 2010 comprende diciannove tracce del musical, cantate dal cast originale di Londra, con Ramin Karimloo, Sierra Boggess e Joseph Millson.
- Love Never Dies [Asian Ediction], uscito il 30 marzo 2010 comprende, oltre le diciannove tracce del musical, due tracce bonus: "Love Never Dies" cantata in cinese da Liping Zhang e "Love Never Dies" cantata in coreano da Sumi Jo.

## Edizione Home Video
Il 4 febbraio 2012 in Italia e Australia è uscita l'edizione in DVD e Blu-Ray del Musical nella sua rappresentazione australiana.

## Cast originali
Qui di seguito sono riportati i nomi degli interpreti ed i rispettivi ruoli ricoperti nelle versioni originali del musical a Londra ed in Australia.
| Personaggio               | Cast originale produzione di Londra                                                                   | Cast originale produzione australiana                                        | Ultimo cast londinese                                                                    |
| ------------------------- | --- | ---------------------------------------------------------------------------- | ---------------------------------------------------------------------------------------- |
| Fantasma                  | Ramin Karimloo                                                                                        | Ben Lewis                                                                    | Ramin Karimloo                                                                           |
| Christine Daaé            | Sierra Boggess                                                                                        | Anna O'Byrne                                                                 | Celia Graham                                                                             |
| Madame Giry               | Liz Robertson                                                                                         | Maria Mercedes                                                               | Liz Robertson                                                                            |
| Raoul, visconte de Cagnhy | Joseph Millson                                                                                        | Simon Gleeson                                                                | David Thaxton                                                                            |
| Meg Giry                  | Summer Strallen                                                                                       | Sharon Millerchip                                                            | Haley Flaherty                                                                           |
| Fleck                     | Niamh Perry                                                                                           | Emma J. Hawkins                                                              | Tracey Penn                                                                              |
| Squelch                   | Adam Pearce                                                                                           | Paul Tabone                                                                  | Adam Pearce                                                                              |
| Gangle                    | Jami Reid-Quarrell                                                                                    | Dean Vince                                                                   | Charles Brunton                                                                          |
| Gustave                   | Jack Blass, Harry Child, Tyler Fagan, Alexander Hockaday, Richard Linnell, Charlie Manton, Kaisun Raj | George Cartwright Bush Trent Heath Lachlan Kelly Jack Lyall Kurtis Papadinis | Edward Bracey Jack Costello Daniel Dowling Connor Fitzgerald George Littell Harry Polden |

## Premi e nomination
2010 BroadwayWorld UK Awards:
- Migliori costumi (nominato)
- Miglior regia - Jack O'Brien (VINTO)
- Miglior attrice non protagonista in un Musical - Summer Strallen (VINTO)
- Miglior attore non protagonista in un musical - Joseph Millson (nomination)
- Miglior attore protagonista in un musical - Ramin Karimloo (VINTO)
- Miglior attrice protagonista in un Musical - Sierra Boggess (nominato)
- Migliori luci (VINTO)
- Miglior musical (VINTO)
- Migliori orchestrazioni (VINTO)
- Miglior scenografia (VINTO)
- Best Sound Design (VINTO)
- Evento teatrale dell'anno - Prima teatrale di Love Never Dies (VINTO)

2011 Olivier Awards:
- Miglior nuovo musical (nominato)
- Miglior attrice in un Musical - Sierra Boggess (nominato)
- Miglior attore in un musical - Ramin Karimloo (nominato)
- Miglior attrice non protagonista in un Musical - Summer Strallen (nominata)
- Migliori luci - Paule Contstable (nominato)
- Miglior scenografia - Bob Crowley (nominato)
- Migliori costumi - Bob Crowley (nominato)

2011 whatsonstage.com Theatregoers Choice Awards:
- Miglior nuovo musical (nominato)
- Miglior attore in un musical - Ramin Karimloo (VINTO)
- Miglior attrice in un Musical - Sierra Boggess (nominato)
- Miglior attore non protagonista in un musical - Joseph Millson (VINTO)
- Miglior attrice non protagonista in un Musical - Summer Strallen (nominato)
- Migliori luci - Paule Contstable (nominato)

2011 Helpmann Award
- Migliori costumi - Gabriela Tylesova (VINTO)
- Migliori scenografie - Gabriela Tylesova (VINTO)
- Migliori luci - Nick Schlieper (VINTO)